# Arpema bucephaloides
Arpema bucephaloides är en fjärilsart som beskrevs av Rothschild 1917. Arpema bucephaloides ingår i släktet Arpema och familjen tandspinnare. Inga underarter finns listade i Catalogue of Life.